# Marta Pozniakowski
Marta Pozniakowski, z domu Ogonek (ur. 13 kwietnia 1985 w Warszawie) – polska aktorka, modelka, producent filmowy, założyciel i dyrektor The Toronto Polish Film Festival EKRAN w Kanadzie.

## Życiorys

### Kariera zawodowa
Urodziła się i dorastała w Warszawie. Rozwijała talent malarski oraz taneczny (w tańcu nowoczesnym, hip-hopie i stepowaniu). W 2008 roku ukończyła studia na Wydziale Organizacji Sztuki Filmowej w łódzkiej PWSFTViT (Państwowej Wyższej Szkole Filmowej, Telewizyjnej i Teatralnej im. Leona Schillera). Korzystała z licznych kursów aktorstwa i tańca w teatrze Studio Buffo, zespole tańca współczesnego Caro Dance, Studiu tańca Tap & Jazz Dance Jiřiny Nowakowskiej i w Studiu Aktorskim Beatrycze Łukaszewskiej w Warszawie.
W okresie studenckim występowała w licznych reklamach i małych rolach w serialach telewizyjnych (Na dobre i na złe, Pensjonat pod Różą, Na Wspólnej).
W 2005 roku została jurorką polskiej edycji telewizyjnego programu MTV – Room Raiders (Penetratorzy).
W 2006 roku w prywatnej Warsaw Film School pracowała przy produkcji wielu etiud krótkometrażowych (Szkiełko, Wina, Milczący aktor, Historia bez końca, Pojedynek, Słabo nie jest).
Jako producent debiutowała (pod panieńskim nazwiskiem Marta Ogonek) krótkometrażowym filmem fabularnym Wszystko w reż. Artura Wyrzykowskiego (prezentowanym na Festiwalu Filmów Polskich w Los Angeles we wrześniu 2008 roku). Podejmowała różne funkcje produkcyjne w Polsce i w Kanadzie, np. przy udźwiękowieniu Układu zamkniętego Ryszarda Bugajskiego (2013) czy organizacji produkcji filmu The Master w reż. Filipa Terleckiego (2014). Samą siebie zagrała w programie TV Katie Chats in Studio i w filmie Mundo Bikini 2 (2018).
Od 2013 zajmuje się pośrednictwem w międzynarodowym handlu nieruchomościami jako broker w RE/MAX Condos Plus Corp. Brokerage.

### Festiwal Filmów Polskich w Toronto – Ekran
Od 2009 roku Marta Pozniakowski kieruje założonym przez siebie Festiwalem Filmów Polskich w Toronto – Ekran (EKRAN Toronto Polish Film Festival), dzięki specjalnie po to stworzonej, niedochodowej organizacji Ekran Polish Film Association. Festiwal rokrocznie przybliża publiczności kanadyjskiej polską kinematografię i jej twórców, będąc drugą co do znaczenia imprezą promującą kulturę polską w Kanadzie.
Jest także członkiem zarządu stowarzyszenia organizatorów festiwali filmowych – The Film Festival Association w Toronto (od 2012).
W 2018 roku, w 10 rocznicę Festiwalu Ekran, organizatorzy zostali odznaczeni medalami „Zasłużony dla Kultury Polskiej” Ministra Kultury i Dziedzictwa Narodowego. Podczas wizyty w Kanadzie wręczył im je marszałek Senatu Stanisław Karczewski. Medale otrzymali: Marta Poźniakowski, Patryk Bognat, Waldemar Krukar, Michał Kwadrans.

### Działalność społeczna
W latach 2010–2018 pełniła funkcję dyrektora ds. komunikacji i rozrywki w fundacji Polish Orphans Charity, niosącej pomoc sierotom w Polsce i innych krajach.

## Życie prywatne
W sierpniu 2008 wyszła za mąż za torontońskiego lekarza stomatologa Jacka Pozniakowskiego, mają dwóch synów.

## Filmografia

### Filmy i seriale
- 2002: Na dobre i na złe (reż. Teresa Kotlarczyk) jako Misia Głębocka
- 2003: Na Wspólnej jako koleżanka Pauli
- 2004: Pensjonat pod Różą jako Justyna Kawecka
- 2005: Egzamin z życia (reż. Teresa Kotlarczyk)
- 2006–2007: Pogoda na piątek
- 2008: Wszystko (reż. Artur Wyrzykowski) – producent
- 2010: Body Language (reż. Zalman King) jako Tatiana (odc. Russian Roulette)
- 2014: The Master (reż. Filip Terlecki) – producent
- 2017: Sister Elisabeth: The Strength of Faith (reż. George Rethy) jako siostra Maria
- 2018: Mundo Bikini 2 (reż. Mariano Inferni)
- 2019: The Olde Township (reż. Richard R. Strobel)[8]